# Colombe
Colombe is een gemeente in het Franse departement Isère (regio Auvergne-Rhône-Alpes). De plaats maakt deel uit van het arrondissement La Tour-du-Pin. Colombe telde op 1 januari 2022 1.803 inwoners.

## Geografie
De oppervlakte van Colombe bedroeg op 1 januari 2022 13,23 vierkante kilometer; de bevolkingsdichtheid was toen 136,3 inwoners per km².

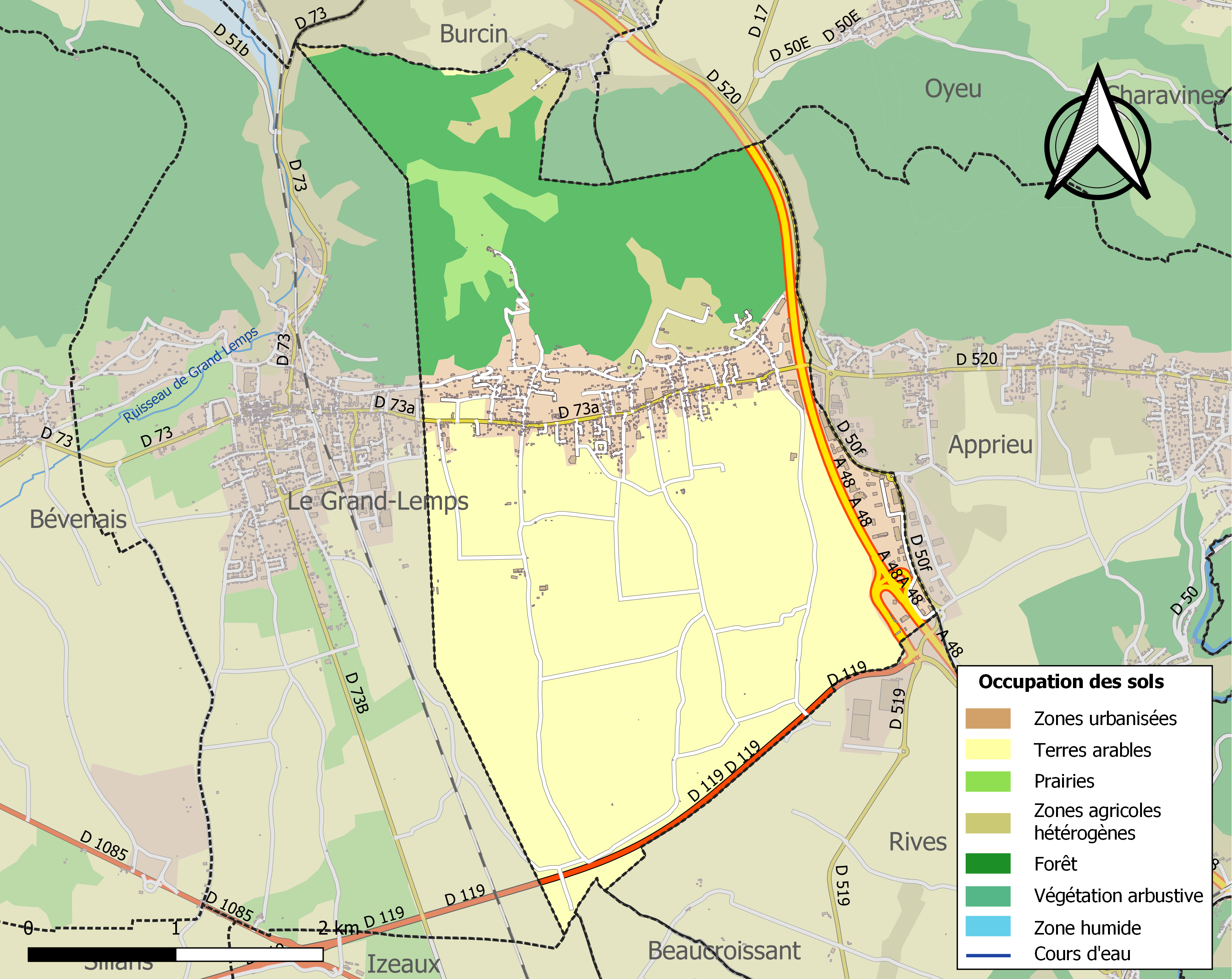
Kaart van de gemeente met de belangrijkste infrastructuur, bodemgebruik en omliggende gemeenten

## Demografie
Onderstaande figuur toont het verloop van het inwonertal (bron: INSEE-tellingen).